# Infantinja Margarita Tereza v modri obleki
Infantinja Margarita Tereza v modri obleki je eden najbolj znanih portretov španskega slikarja Diega Velázqueza. Izvedena v olju na platnu, je 127 cm visoka in 107 cm široka slika in je bila ena zadnjih Velázquezovih slik, ustvarjenih leta 1659, leto pred njegovo smrtjo. Prikazuje Margareto Terezijo Špansko, ki se pojavlja tudi v umetnikovih Las meninas. Trenutno je slika v Kunsthistorisches Museum na Dunaju.
To je eden od številnih dvornih portretov, ki jih je Velázquez naredil ob različnih priložnostih infantinje Margarete Terezije, ki se je pri petnajstih poročila s svojim stricem Leopoldom I., cesarjem Svetega rimskega cesarstva. Te slike jo prikazujejo v različnih fazah njenega otroštva; poslali so jih na Dunaj, da bi Leopoldu sporočili, kako izgleda njegova mlada zaročenka.
Umetnostnozgodovinski muzej na Dunaju ima še dve Velázquezovi sliki: Infanta Maria Tereza in Portret princa Philipa Prospera. Vendar pa je ta portret Infantinje Margarite morda najboljši od treh.
V tem portretu je Velázquez uporabil tehniko ohlapnih potez s čopičem, ki se zlijejo v skladnost le, če jih gledamo z določene razdalje. Infantinja, tukaj stara osem let, je prikazana s slovesnim izrazom. Nosi modro svileno obleko, ki je okrašena s srebrnimi robovi po španski modi tiste dobe; najbolj presenetljiva značilnost je velika razsežnost voluminozne krinoline, ki je poudarjena z obrezanimi robovi in širokim čipkastim ovratnikom. V eni od rok drži rjav krznen muf, morda darilo z Dunaja. Mlado dekle, ki je predstavljeno kot lepo in privlačno, ima bled obraz, ki ga poudarijo modri in srebrni toni. V ozadju je visoka konzolna mizica z okroglim ogledalom za njo.